# Rose (Oklahoma)
Pour les articles homonymes, voir Rose.
Rose est une census-designated place du comté de Mayes, dans l'État d'Oklahoma, aux États-Unis,. En 2020, elle compte une population de 225 habitants.